# (2449) Kenos
(2449) Kenos est un astéroïde de la ceinture principale de la famille de Hungaria, également aréocroiseur.

## Description
(2449) Kenos est un astéroïde de la ceinture principale, de la famille de Hungaria. Il présente une orbite caractérisée par un demi-grand axe de 1,91 UA, une excentricité de 0,17 et une inclinaison de 25,0° par rapport à l'écliptique.

## Compléments